# Daniel Lapaine

Daniel Lapaine (2003)

Daniel Lapaine (* 16. April 1970 in Sydney, New South Wales, Australien) ist ein australischer Schauspieler.
Daniel Lapaine graduierte 1992 an der Schauspielschule National Institute of Dramatic Art in Sydney. Am bekanntesten wurde Lapaine mit seiner Rolle als David Van Arckle in der australischen Komödie Muriels Hochzeit.
Seit 2001 ist Daniel Lapaine mit der britischen Schauspielerin Fay Ripley verheiratet. Das Paar hat zwei Kinder.

## Filmografie
- 1994: Muriels Hochzeit (Muriel’s Wedding )
- 1998: Studio 54
- 1998: Gefährliche Schönheit – Die Kurtisane von Venedig (Dangerous Beauty)
- 1999: Brokedown Palace
- 1999: Elephant Juice
- 2000: Das zehnte Königreich (The 10th Kingdom )
- 2001: Das Ritual – Im Bann des Bösen (Ritual)
- 2002: The Abduction Club
- 2003: Helena von Troja ( 	Helen of Troy )
- 2004: Agatha Christie’s Poirot – Tod auf dem Nil (Death on the Nile, Fernsehfilm)
- 2006: Jane Hall
- 2007: Sex, the City and Me
- 2008: Hotel Babylon (Fernsehserie, 4 Folgen)
- 2012: Lewis – Der Oxford Krimi (Fernsehserie, in der Folge „Generation of Vipers“ / „Gefangen im Netz“)
- 2012: Vera – Ein ganz spezieller Fall (Vera, Fernsehserie, 1 Folge)
- 2015: Versailles (Fernsehserie, 1 Folge)
- 2016: Die Durrells auf Korfu (Fernsehserie, Staffel 2)
- 2019: Upright
- 2021: She Will